# Centre hospitalier intercommunal de Poissy-Saint-Germain-en-Laye
Centre hospitalier intercommunal de Poissy-Saint-Germain-en-Laye este un spital universitar renumit în lumea întreagă, aflat în Poissy și Saint-Germain-en-Laye, Franța. Parte a Assistance publique - Hôpitaux de Paris și spital universitar aparținând de Universitatea Versailles.
A fost înființat în 1997.